# كاندي كين (مغنية)
كاندي كين (بالإنجليزية: Candye Kane)‏ من مواليد 13 نوفمبر 1961  كانت نجمة سينمائية أمريكية للبالغين ، ولاحقًا أصبحت مغنية و مغنية لموسيقى البلوز. دخلت مهنة موسيقية ناجحة بعد أن عملت في صناعة الترفيه للبالغين لفترة وجيزة في أوائل منتصف الثمانينات ، خلال العصر الذهبي للإباحية.

## وصلات خارجية
- كاندي كين (مغنية) على موقع IMDb (الإنجليزية)
- كاندي كين (مغنية) على موقع ميوزك برينز (الإنجليزية)
- كاندي كين (مغنية) على موقع أول ميوزيك (الإنجليزية)
- كاندي كين (مغنية) على موقع ديسكوغز (الإنجليزية)
- كاندي كين (مغنية) على موقع كينوبويسك (الروسية)